# Wahlen 1973
◄◄ | ◄ | 1969 | 1970 | 1971 | 1972 | Wahlen 1973 | 1974 | 1975 | 1976 | 1977 | ► | ►►

Weitere Ereignisse
Die Liste der Wahlen 1973 umfasst Parlamentswahlen, Präsidentschaftswahlen, Referenden und sonstige Abstimmungen auf nationaler und subnationaler Ebene, die im Jahr 1973 weltweit abgehalten wurden.

## Termine
| Land                   | Datum                | Link zur Wahl 1973                                                                   | Link zur vorigen Wahl | Bemerkungen |
| ---------------------- | -------------------- | ------------------------------------------------------------------------------------ | --------------------- | --- |
| Senegal                | 28. Januar           | Parlamentswahl im Senegal                                                            |                       | [ 1 ] |
| Haiti                  | 11. Februar          | Parlamentswahl in Haiti                                                              |                       | [ 2 ] |
| Paraguay               | 11. Februar          | Präsidentschafts- und Parlamentswahl in Paraguay                                     |                       | [ 3 ] |
| Südkorea               | 27. Feb. und 7. März | Parlamentswahl in Südkorea                                                           |                       | vorgezogene Neuwahl nach Auflösung des Parlaments                                                                                  |
| Gabun                  | 25. Februar          | Präsidentschafts- und Parlamentswahl in Gabun                                        |                       | vorgezogene Wahlen |
| Irland                 | 28. Februar          | Wahlen zum Dáil Éireann                                                              | 1969                  | [ 6 ] |
| Chile                  | 4. März              | Parlamentswahl in Chile                                                              |                       | [ 7 ] |
| Frankreich             | 4. und 11. März      | Parlamentswahl in Frankreich                                                         | 1968                  | [ 8 ] |
| Monaco                 | 4. und 11. März      | Parlamentswahl in Monaco                                                             |                       | [ 9 ] |
| Bangladesch            | 7. März              | Parlamentswahl in Bangladesch                                                        |                       | [ 10 ] |
| Vereinigtes Königreich | 8. März              | Referendum in Nordirland über den Verbleib im Vereinigten Königreich                 |                       | |
| Argentinien            | 11. März             | Präsidentschafts- und Parlamentswahl in Argentinien                                  |                       | [ 11 ] |
| Irland                 | 1.–4. Mai            | Wahl zum Senat in Irland                                                             |                       | [ 6 ] |
| Sierra Leone           | 15. Mai              | Parlamentswahl in Sierra Leone                                                       |                       | [ 12 ] |
| Kamerun                | 18. Mai              | Parlamentswahl in Kamerun                                                            |                       | [ 13 ] |
| Syrien                 | 25.–26. Mai          | Parlamentswahl in Syrien                                                             |                       | [ 14 ] |
| Äthiopien              | 23. Juni – 7. Juli   | Parlamentswahl in Äthiopien                                                          | 1969                  | |
| Mongolei               | 24. Juni             | Parlamentswahl in der Mongolei                                                       |                       | [ 15 ] |
| Volksrepublik Kongo    | 24. Juni             | Parlamentswahlen in der Volksrepublik Kongo                                          |                       | [ 16 ] |
| Mexiko                 | 1. Juli              | Parlamentswahl in Mexiko                                                             |                       | [ 17 ] |
| Guyana                 | 16. Juli             | Parlamentswahl in Guyana                                                             |                       | [ 18 ] |
| Griechenland           | 29. Juli             | Referendum zur Abschaffung der Monarchie und Gründung einer Republik in Griechenland |                       | siehe Geschichte Griechenlands |
| Norwegen               | 10. September        | Parlamentswahl in Norwegen                                                           | 1969                  | |
| Schweden               | 16. September        | Wahl zum Schwedischen Reichstag                                                      | 1970                  | |
| Argentinien            | 23. September        | Präsidentschafts- und Parlamentswahl in Argentinien September                        |                       | |
| Türkei                 | 14. Oktober          | Wahl zum Senat der Türkei                                                            | 1968                  | |
| Türkei                 | 14. Oktober          | Wahl zur Nationalversammlung in der Türkei                                           | 1969                  | |
| Österreich             | 21. Oktober          | Landtags- und Gemeinderatswahl in Wien                                               |                       | |
| Portugal               | 28. Oktober          | Parlamentswahl in Portugal                                                           |                       | [ 19 ] |
| Kanada                 | 29. Oktober          | Parlamentswahl in Quebec                                                             |                       | [ 20 ] |
| Vereinigte Staaten     | 6. November          | Gouverneurswahlen in den Vereinigten Staaten                                         | 1972                  | |
| Italien                | 18. November         | Landtagswahl in Südtirol                                                             | 1968                  | erste Wahl im Geltungszeitraum des Zweiten Autonomiestatuts für Südtirol                                                           |
| Österreich             | 22. November         | Landtagswahl in Oberösterreich                                                       |                       | |
| Dänemark               | 4. Dezember          | Parlamentswahl in Dänemark                                                           |                       | [ 21 ] |
| Sambia                 | 5. Dezember          | Parlamentswahlen in Sambia                                                           |                       | |
| Schweiz                | 5. Dezember          | Bundesratswahl                                                                       | 1971                  | |
| Bahrain                | 7. Dezember          | Parlamentswahl in Bahrain                                                            |                       | Parlament wurde zwei Jahre später wieder aufgelöst, nächste Wahl erst im Jahr 2002 nach Einführung der konstitutionellen Monarchie |
| Venezuela              | 9. Dezember          | Parlamentswahl in Venezuela                                                          |                       | [ 24 ] |
| Israel                 | 31. Dezember         | Parlamentswahl in Israel                                                             |                       | [ 25 ] |